# ターネラ・ウルミフォリア

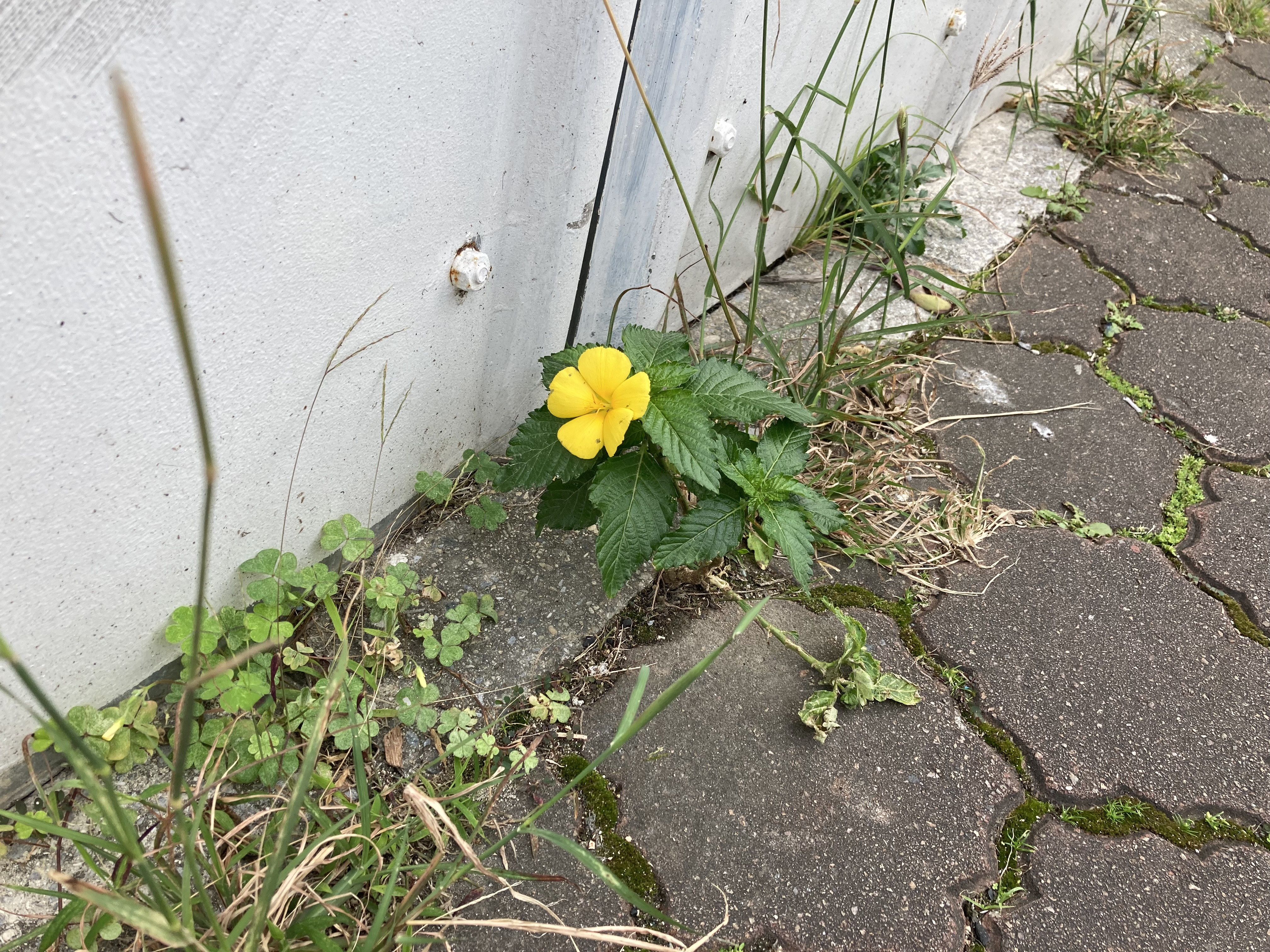
路端に逸出したキバナツルネラ（2023年2月 沖縄県石垣市）

ターネラ・ウルミフォリア（別名　キバナツルネラ、ニレノハツルネラ；学名：Turnera ulmifolia）は、メキシコから西インド諸島にかけて原産するターネラ属の常緑小低木である。

## 特徴
高さ30 - 120cm程になる小低木。葉は異臭があり、長楕円形で不規則な鋸葉を持ち、葉身の基部には蜜腺がある。花は一日花で、直径4 - 5cm程度の黄色い5弁花の放射相称花。果実は3裂する蒴果。種子の仮種皮をアリが運ぶことにより散布されるアリ散布型種子と考えられる。繁殖は実生や苗木による。性質は強く、日当たりがよく霜が降りないような場所であれば、屋外でも育つ。沖縄県内では植栽される他、道端に逸出帰化。